# Bateria de calci
Les bateries de calci (ions) són tecnologies d'emmagatzematge i subministrament d'energia (és a dir, emmagatzematge d'energia electroquímica) que utilitzen ions de calci (cations), Ca2+, com a portador de càrrega actiu. Les bateries de calci (ions) continuen sent una àrea de recerca activa, amb estudis i treballs que persisteixen en el descobriment i desenvolupament d'elèctrodes i electròlits que permeten un funcionament estable i a llarg termini de la bateria. Les bateries de calci estan emergint ràpidament com una alternativa reconeguda a la tecnologia de ions de liti a causa del seu rendiment similar, la seva abundància significativament més gran i el seu menor cost.

## Història
Les bateries de calci daten de la dècada del 1960 i s'utilitzaven com a bateries tèrmiques per a aplicacions militars i espacials. El primer exemple de cel·la electroquímica va ser {\displaystyle {\ce {Ca//SOCl2}}} com a cèl·lula primària. Un examen preliminar de la intercalació de Ca2+ allotja òxids i sulfurs de metalls de transició proposats. L'estudi de les bateries de calci, així com l'electroquímica del calci, va continuar. La recerca es va expandir a causa dels avenços en l'activitat redox efectiva del Ca-metall, especialment a temperatura ambient, que havia estat un repte durant molt de temps.

## Comparació

### Propietats dels materials
El calci metàl·lic ofereix una alta conductivitat i una alta temperatura de fusió (842 °C) en relació amb altres metalls. La temperatura de fusió més alta pot fer que el calci metàl·lic sigui inherentment més segur en les bateries. El calci és benigne per al medi ambient, cosa que mitiga les preocupacions sobre la toxicitat.

### Recursos i subministrament
Les bateries de calci són una de les moltes candidates per substituir la tecnologia de les bateries de ions de liti. És una bateria multivalent. Els principals avantatges són un cost més baix, l'abundància a la Terra (41.500 ppm), una densitat d'energia més alta, una alta capacitat i un alt voltatge de cel·la i una densitat de potència potencialment més alta. El calci és el cinquè mineral més abundant a l'escorça terrestre, el metall alcalinoterrós més abundant i el tercer metall més abundant després de l'alumini (Al) i el ferro (Fe). Els Estats Units són el major productor (per producció anual) de calci (principalment pedra calcària). Altres productors importants són Rússia i la Xina.

### Electroquímica
Les bateries de calci possiblement tenen voltatges de cel·la més alts que les bateries de magnesi a causa del potencial de reducció estàndard 0,5 V inferior de les primeres. Els ions de Ca2 + tenen el potencial d'una cinètica de reacció més ràpida que el magnesi (Mg2 + ) a causa de les seves propietats menys polaritzants i la densitat de càrrega tant a l'electròlit com en un càtode d'intercalació.

### Capacitat i densitat d'energia
Els ànodes metàl·lics de calci tenen un estat d'oxidació 2+ que podria proporcionar una major densitat d'energia respecte als sistemes monovalents (és a dir, Li+ i Na+). El calci té un potencial de reducció estàndard de 2,9 V, només 0,17 V més gran que el del liti metàl·lic. Un ànode metàl·lic de calci ofereix una capacitat volumètrica i gravimètriques més elevades (2072 mAh.mL−1 i 1337 mAh.g−1, respectivament) que els ànodes de grafit comercials en bateries de Li-ion (300–430 mAh mL−1 i 372 mAh g−1). Una bateria de calci i sofre (CaS₂) té densitats energètiques teòriques de 3202 Wh/L i 1835 Wh/kg, en comparació amb els 2800 Wh/L de la bateria de Li₂S₂.

### Comparació amb altres sistemes de bateries
Les bateries de calci ofereixen un rendiment, seguretat i sostenibilitat prometedors en comparació amb altres tecnologies de bateries prevalents, com ara el liti, el sodi, el magnesi, l'alumini, el potassi i el zinc. Els avantatges específics del calci inclouen una major densitat d'energia, una major seguretat, una major abundància i estabilitat, cosa que reforça el seu potencial com a principal opció per a futures aplicacions de bateries.

Comparació de bateries de calci amb altres sistemes.

## Components

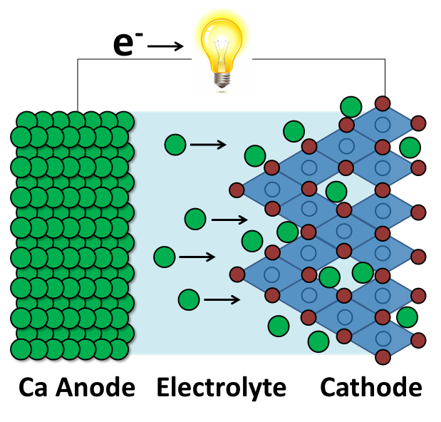
Esquema d'una bateria de calci metàl·lic que consisteix en un ànode de calci metàl·lic, un electròlit (sovint líquid) i un càtode d'intercalació, orgànic o de sofre.

Encara no s'ha comercialitzat una bateria de calci. Els esforços es concentren en el desenvolupament de materials eficaços per a ànodes i càtodes, així com d'electròlits estables. S'ha posat molta atenció en aconseguir una electroquímica fiable amb un ànode de calci metàl·lic pur que busca alts voltatges de funcionament, capacitats i densitats d'energia. No obstant això, els ànodes basats en carboni i òxid metàl·lic, tot i que presenten mètriques de rendiment més baixes, també són fiables. La investigació catòdica ha buscat una cinètica de migració de Ca2 + elevada, una alta capacitat, així com voltatges operatius elevats.

### Electròlits

#### Component de sal de calci
Les sals explorades en electròlits líquids inclouen: tetrafluoroborat de calci (Ca(BF4)2), borohidrur de calci (Ca( BH4)2), bis(trifluorometanosulfonimida) de calci (Ca(TFSI)2), perclorat de calci (Ca(ClO4)2), hexafluorofosfat de calci (Ca(PF6)2) i nitrat de calci (Ca(NO3)2). El nitrat de calci s'utilitza habitualment en bateries aquoses. Els primers estudis van revelar que la deposició reversible de Ca utilitzant sals simples de Ca és impossible a temperatura ambient. Tres grups de recerca van examinar independentment una sal de Ca que utilitza un anió tetra-hexafluoroisopropoxiborat [Ca(B(Ohfip)4)2] voluminós i de baixa coordinació. Es va demostrar que era actiu per a la deposició de Ca a temperatura ambient amb una eficiència coulumbica de fins al 80% i una estabilitat anòdica de fins a 4,1 V vs Ca. L'electròlit [Ca(B(Ohfip)4)2] continua sent l'electròlit més actiu, però està molt per sota de l'estàndard per a aplicacions pràctiques.

#### Líquid
S'han examinat diversos sistemes electrolítics. Molts candidats mostren una baixa estabilitat electroquímica. Les reaccions redox sobre el calci metàl·lic en diversos electròlits orgànics eviten la deposició de Ca mitjançant l'ús de (Ca( ClO4)2) i Ca(BF4)2 en dissolvents orgànics. S'han examinat aigua i carbonat d'alquil, líquids iònics, electròlits de cations mixtos amb Li/Ca i Na/Ca (anió BH4− i PF6−), i K/Ca (anió PF6−). Es van dur a terme estudis de solvatació salina de diferents dissolvents. Els estudis teòrics tant sobre sals com sobre dissolvents apròtics mostren propietats de solvatació/dessolvatació favorables.

#### Polímer
S'han examinat els electròlits polimèrics com una manera de combinar les funcions de separador de bateries i electròlit. Una de les primeres mostres d'un electròlit polimèric va ser PVA/PVP complexat amb CaCl2. Estudis posteriors van demostrar electròlits polimèrics fets de diacrilat de poli(etilenglicol) (PEDGA) i politetrahidrofuran (PTHF) tots dos amb nitrat de calci (Ca(NO3)2), òxid de polietilè, polímers conductors d'un sol ió basats en esquelets de PEG i PTHF i anions TFSI, electròlits polimèrics en gel basats en PEDGA, polivinil imidazol, electròlits en gel de PVDF, utilitzant dissolvents com ara carbonats d'alquil i líquids iònics. Més recentment, un electròlit de poli(vinil imidazol) ha demostrat una de les conductivitats més altes per al Ca2 + fins ara.

#### Sòlid
S'han proposat electròlits sòlids (és a dir, ceràmiques), però els estudis continuen sent teòrics.

### Elèctrodes de referència
Uns elèctrodes de referència adequats són crucials per a estudis electroquímics precisos i comparables i per a mètriques de rendiment de diversos sistemes d'ànode i càtode. L'ús de calci metàl·lic com a elèctrode de referència presenta reptes a causa de la seva inestabilitat, problemes de passivació i deriva de voltatge. Les alternatives inclouen Cl/Cl+, carbó activat i elèctrodes Ag2S.

### Ànodes
Els ànodes de calci s'han centrat en l'ús d'ànodes metàl·lics, òxids metàl·lics, carbons i metalls/semiconductors com a compostos d'aliatge.

### Càtodes
El treball sobre càtodes de calci es va centrar en la investigació experimental i teòrica de compostos d'intercalació, així com en el sofre com a càtode de conversió.

## Aplicacions
A causa del pes potencialment més gran, s'han proposat bateries de calci per a ús en aplicacions estacionàries, com ara l'emmagatzematge a la xarxa.

## Reptes
Les bateries de calci mostren una disminució de la capacitat i densitats d'energia més baixes que les bateries de metall de liti. La interfície d'electròlit sòlid (SEI) mostra una migració lenta d'ions Ca2+. El metall de Ca experimenta un creixement dendrític a altes taxes de corrent. La forma dels dipòsits de calci és fonamental per al funcionament de la bateria a llarg termini. Les bateries de calci que proporcionen densitats d'energia comparables a les bateries de Li-ion i Li-metall actuals requereixen un ànode de metall de Ca pur. El calci és un metall significativament més dur que el liti, cosa que complica la fabricació de làmines de calci.